# SC Bajuwaren München
Der SC Bajuwaren München ist ein am 1. September 1910 von Gehern gegründeter Sportverein, der im Münchner Bezirk Obergiesing-Fasangarten gelegenen Stadtteil Fasangarten ansässig ist und durch seine Fußball- und Leichtathletikabteilung überregionale Bekanntheit erlangte.

## Fußballabteilung
Seine beste Epoche hatte die Fußballmannschaft des SC Bajuwaren in den 1930er und 1940er Jahren. Ein erstes Ausrufezeichen setzten die Fußballer mit dem Erreichen der Endrunde um den Tschammerpokal. Auf dem Weg dorthin hatten sie sich in der Qualifikation gegen die beiden großen Stadtrivalen FC Bayern (2:0) und TSV 1860 (4:0) durchgesetzt. Am 29. August 1937 unterlagen die Bajuwaren vor eigenem Publikum bereits in der ersten Schlussrunde dem Karlsruher FV mit 1:4.
In der Saison 1942/43 spielte der SC Bajuwaren München in der Gauliga Südbayern und war somit für eine Spielzeit ebenso erstklassig wie noch einmal in der Saison 1944/45, als man mit dem dritten Rang (hinter dem FC Bayern und dem TSV 1860) die beste Platzierung seiner Vereinsgeschichte erreichte. In den beiden folgenden Spielzeiten immerhin noch zweitklassig, stieg der Verein am Ende der Saison 1946/47 mit der verheerenden Bilanz von 4–36 Punkten aus der Fußball-Landesliga Bayern ab und „verschwand“ innerhalb weniger Jahre in den unteren Spielklassen.

### Bekannte Fußballspieler
Hans Schmid, der 1932 mit dem FC Bayern München die deutsche Fußballmeisterschaft gewann, stammt aus dem Nachwuchsbereich des SC Bajuwaren.
Die späteren Fußballprofis Wesley Schenk und Göksu Hasancık spielten in den 1970er Jahren bzw. in der Saison 1998/99 in ihrer Jugendzeit für den SC Bajuwaren.
Am Ende seiner aktiven Laufbahn als Fußballprofi fungierte Martin Driller (vermutlich in der Saison 2009/10) kurzzeitig als Spielertrainer des Kreisligisten.

## Leichtathletik
Der Verein gewann bei den Deutschen Leichtathletik-Meisterschaften der Jahre 1934 und 1953 im 25-km-Gehen sowie im 50-km-Gehen je einmal die Bronzemedaille in den Mannschaftswertungen.

### Erfolgreicher Einzelathlet
Darüber hinaus gewann ihr Leichtathlet Franz Reichel im 50-km-Gehen in den späten 1920er und frühen 1930er Jahren insgesamt fünf Medaillen in der Einzelwertung: einmal Gold (1931) sowie je zweimal Silber (1930 und 1933) und Bronze (1928 und 1929).